# Westville (Illinois)
Westville es una villa ubicada en el condado de Vermilion en el estado estadounidense de Illinois. En el Censo de 2010 tenía una población de 3202 habitantes y una densidad poblacional de 737,65 personas por km².

## Geografía
Westville se encuentra ubicada en las coordenadas 40°2′39″N 87°38′20″O / 40.04417, -87.63889. Según la Oficina del Censo de los Estados Unidos, Westville tiene una superficie total de 4.34 km², de la cual 4.34 km² corresponden a tierra firme y (0%) 0 km² es agua.

## Demografía
Según el censo de 2010, había 3202 personas residiendo en Westville. La densidad de población era de 737,65 hab./km². De los 3202 habitantes, Westville estaba compuesto por el 97.25% blancos, el 0.84% eran afroamericanos, el 0.22% eran amerindios, el 0.5% eran asiáticos, el 0% eran isleños del Pacífico, el 0.12% eran de otras razas y el 1.06% pertenecían a dos o más razas. Del total de la población el 0.91% eran hispanos o latinos de cualquier raza.